# Markus Selg
Markus Selg (* 1974 in Singen (Hohentwiel)) ist ein deutscher Künstler. Er lebt und arbeitet in Berlin.

## Biografie
Markus Selg wurde 1974 in Singen geboren. Er ist eines der Gründungsmitglieder der Akademie Isotrop (1996–2000). Er war außerdem einer der Herausgeber der Zeitschrift „Isotrop“. 2001 gründete er den Verlag „Possible Press“. 2005 war er Stipendiat des Kunstzeitraums der PIN. Freunde der Pinakothek der Moderne und ist seit 1997 in einer Vielzahl an Ausstellungen vertreten. Markus Selg war außerdem Mitbegründer der Akademie Isotrop, einer Hamburger Künstlervereinigung, deren Ziel eine autonom organisierte Künstlerausbildung darstellte.

## Werke
Seit Mitte der 1990er Jahre erforscht Selg die Dynamik zwischen archaischen Mythen und Computertechnik in Formen digitaler Malerei, Skulptur, bewegtem Bild, Theater und umfassenden, immersiven Installationen.

## Einzelausstellungen (Auswahl)
- 2020 Münchner Kammerspiele, Oracle mit Susanne Kennedy, München
- 2020 Volksbühne, ULTRAWORLD mit Susanne Kennedy, Berlin
- 2019 Münchner Kammerspiele, Algorithmic Rituals – The Infinite Self, München
- 2019 Volksbühne, Coming Society mit Susanne Kennedy, Berlin
- 2017 Galerie Guido W. Baudach, The Cosmic Stage, Berlin
- 2015 De Hallen Haarlem, Primitive Data, Haarlem
- 2014 Galerie Guido W. Baudach, Sublimation / Simulation (Shadow of the Eye), Berlin
- 2012 SVIT, Still Lifes, Prag
- 2010 Vilma Gold, A New Beginning, London
- 2006 Oldenburger Kunstverein, MolocH, Oldenburg, Deutschland
- 2004 Galerie Guido W. Baudach, Amnesia, Berlin
- 2003 Jack Tilton / Anna Kustera Gallery, Sei frei, New York
- 2000 Kunstverein Braunschweig, Weltausstellung, Braunschweig, Deutschland
- 1997 Galerie Nomadenoase, New York City Girl, Hamburg, Deutschland
- 1997 Galerie Nomadenoase, New York City Girl, Hamburg, Deutschland

Quellen:

## Gruppenausstellungen (Auswahl)
- 2020 Garage, Atelier E.B: Passer-by, Moscow
- 2020 Galerie Guido W. Baudach, Dark Matter, Berlin
- 2019 Kunstquartier Bethanien, G.A.R.D., Berlin
- 2019 Lafayette Anticipations, Atelier E.B: Passer-by, Paris
- 2019 Galerie Guido W. Baudach, “Where higher beings commanded, …” – Heinrich Nüsslein & Friends, Berlin
- 2018 Galerie Guido W. Baudach, Manifestations, Berlin
- 2018 Hiromi Yoshii Gallery, In medias res curated by Guido W. Baudach, Tokyo
- 2018 Serpentine Sackler Gallery, Atelier E.B: Passer-by, London
- 2017 Lyles & King, A Bigger Splash, New York
- 2017 Parcours, Basel
- 2016 Agnes Maybach, On Item #8, Köln
- 2016 8 Salon, 20 Jahre später – Akademie Isotrop, Hamburg
- 2015 Galerie Guido W. Baudach, Turn of a Century, Berlin
- 2015 Staatliche Graphische Sammlung, 50 Jahre PIN. Freunde der Pinakothek der Moderne, München
- 2015 Nationalmuseum Berlin, Reformer, Berlin
- 2014 Haus der Kunst, Bilder in der Zeit – Sammlung Goetz im Haus der Kunst, München
- 2014 Galerie Christine Mayer, Summer Show, München
- 2013 SVIT, SVIT, Prag
- 2012  Nordstern Videokunstzentrum – Sammlung Goetz / Neuer Berliner Kunstverein, Schichtwechsel, Gelsenkirchen, Deutschland
- 2011 Saatchi Gallery, Gesamtkunstwerk: New Art From Germany, London
- 2010 Rod Bianco Gallery invites Galerie Guido W. Baudach, Rod Bianco Gallery, Oslo
- 2009 China Art Objects Galleries / Cottage Home, 1999 – The China Art Objects 10 Year Anniversary Show, Los Angeles
- 2009 Galerie Guido W. Baudach, amor fati, Berlin
- 2008 Galerie Guido W. Baudach, That’s The Way It Is, Berlin
- 2007 Galerie Max Hetzler, Kommando Friedrich Hölderlin Berlin, Berlin
- 2007 Camden Arts Centre, Strange Events Permit Themselves the Luxury of Occuring, London
- 2006 Goetz Collection, Imagination Becomes Reality. Part IV: Borrowed Images, München
- 2005 Oldenburger Kunstverein, Schwarz, Brot, Gold, Oldenburg
- 2004 Daniel Hug Gallery, Kommando Pfannenkuchen, Los Angeles
- 2003 Frankfurter Kunstverein, deutschemalereizweitausenddrei, Frankfurt am Main
- 2002 Galerie Guido W. Baudauch, Friede, Freiheit, Freude, Berlin
- 2001 Museum Kornelimünster, Aua Extrema, Aachen
- 2000 Galerie Krinzinger, Binnendifferenz (Neo-Kommunismus II), Vienna, Bregenz, Innsbruck
- 1999 Contemporary Fine Arts, Scorpio Rising, Berlin
- 1998 Laden Schillerstrasse, Akademie Isotrop, Berlin
- 1997 Kunstraum der Universität Lüneburg, Die Iltisse, Lüneburg

## Auszeichnungen
- Faustverleihung 2020: Auszeichnung in der Kategorie Bühne/Kostüm für die Bühne von Ultraworld an der Volksbühne Berlin